# 元季哲
元季哲（?—?），名不详，字季哲，东魏宗室，河南郡洛阳县（今河南省洛阳市东）人，追尊魏景穆帝拓跋晃玄孙，章武王元融第四子，后废帝元朗之弟。
他是章武王元融与继室王妃卢贵兰（493年—546年）所生的第三子。卢贵兰出身范阳卢氏，祖父良乡子卢𪩘，祖母鲁郡孔氏，父亲幽州主簿卢延集，母亲赵郡李氏。元季哲同母兄元景哲承袭为章武王，异母兄元朗在北魏末年一度被高欢拥立为皇帝。元季哲在东魏官至秘书郎中、征虏将军、中散大夫。